# Jean-François de La Marche
Jean-François de La Marche (né en 1729 à Ergué-Gabéric et mort à Londres en 1806) fut le dernier évêque comte du diocèse de Léon (Finistère), qu'il a dirigé depuis 1772 jusqu'à la suppression du siège en 1801 par le pape Pie VII.

## Biographie

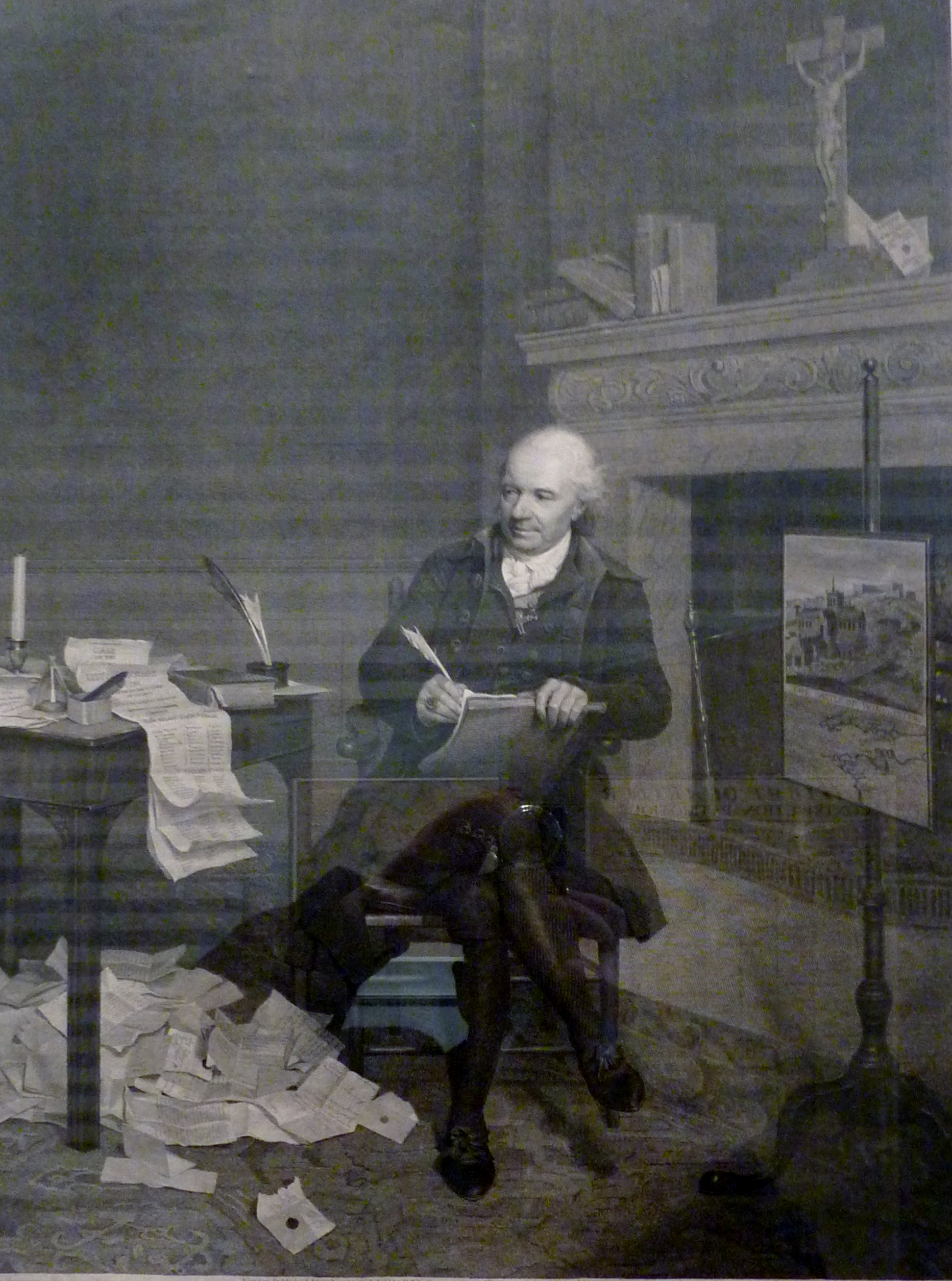
William Skelton : Portrait de Jean-François de La Marche (1797, musée de Bretagne, Rennes)

Il naît le 4 juillet 1729 au château de Kerlors ou au château de Lezergué, dans la paroisse d'Ergué près de Quimper. Ses parents sont François-Louis de La Marche, seigneur de Lezergué, de Kerfort et autres lieux ; et Marie-Anne de Botmeur.
Il est d'abord lieutenant de dragons dans le régiment de La Reine et blessé à la bataille de Plaisance en 1746.
Il est ordonné prêtre en 1756. Il devient abbé de Saint-Aubin des Bois en 1764.
Soucieux des réalités économiques, l'évêque répond à la grande enquête demandée par Turgot en 1774 sur la mendicité.
Il introduit la culture de la pomme de terre dans le Léon et encourage activement son développement, ce qui lui vaut son surnom d'Eskob ar patatez (évêque des patates).
Il crée dans le collège de Saint-Pol-de-Léon une section « petit séminaire ».
La Révolution le contraint à s'exiler à Londres, où il accueille les prêtres des Missions étrangères de Paris en exil. Il resta fidèle à l'Église romaine, ne reconnut pas la constitution civile du clergé, et demeura évêque de Léon jusqu'à la suppression du siège en 1801, par la bulle Qui Christi Domini.
Il meurt à Londres en 1806.
Louis Kerbiriou a consacré une thèse de doctorat à Jean-François de la Marche, intitulée « Jean-François de la Marche, évêque-comte de Léon (1729-1806). Étude sur un diocèse breton et sur l'émigration ».

## L'enquête sur la mendicité dans le Léon (1774)
Jean François de La Marche écrit le 1er décembre 1774 à tous les recteurs de son évêché pour leur demander de lui fournir des renseignements sur l'état de la mendicité dans leurs paroisses ainsi que leurs observations touchant le goémon et les règlements pris par l'amirauté :

« Mr le Contrôleur-Général (...) m'a (...) chargé, de la part du Roi, de vous engager, de la manière la plus pressante, à seconder les vues bienfaisantes de Sa Majesté en donnant à ses Intendants ou à leurs Subdélégués, toutes les instructions dont ils pourraient avoir besoin. Je vous prie donc, Monsieur, de vous prêter, avec autant de zèle que de confiance, à donner, relativement aux pauvres de votre paroisse, tous les éclaircissements qui vous seront demandés. (...) Je suis de plus chargé de mettre incessamment sous les yeux du Roi des observations sur l'état actuel de la mendicité dans mon diocèse, sur les remèdes qu'il convient d'y apporter et sur les différents établissements faits en faveur des pauvres. (...) Cette affaire, Monsieur, exige autant de célérité que d'exactitude ; au défaut d'occasion, vous aurez la bonté de m'adresser votre réponse par la voie de la Poste, à Léon (...). »

Cette lettre est accompagnée d'un questionnaire :

« 1° Quel est, à-peu-près, le nombre de mendiants domiciliés dans votre paroisse ? En quelle proportion est-il avec celui des habitants aisés ? »

« 2° Quelle peut être la source de la mendicité dans votre paroisse ? (...) »

« 3° Quelle est l'espèce de mendiants de votre paroisse ? Ne sont-ce que des vieillards, des infirmes et des enfants hors d'état de travailler ? Ou sont-ce des gens valides de tout âge ? »

« 4° En comparant le nombre des mendiants avec celui des gens aisés et en considérant l'espèce des mendiants, le principe et la cause de leur mendicité, quel moyen vous paraîtroit le plus convenable et le plus efficace pour supprimer la mendicité dans votre paroisse ? »

« 5° Y a-t-il dans votre paroisse quelque hôpital ou y a-t-il quelque fonds certain pour les pauvres ou enfin y a-t-il quelque casuel provenant des quêtes ? (...) »

« 6° Enfin y a-t-il dans votre paroisse quelqu'espèce d'établissement pour les pauvres, quels en sont les avantages et les défauts ? Quels sont les moyens de les perfectionner ou d'en établir s'il n'y en a d'aucune espèce ? »

Sur les 104 paroisses et trèves de l'évêché de Léon, les réponses des curés de 95 d'entre elles ont été conservées.
Suivant la directive du gouvernement royal, dès 1775 il fait distribuer à ses curés des tubercules de pomme de terre en leur recommandant de les planter et d'instruire les paysans sur cette culture. Il en acquiert le surnom de « l'évêque aux pommes de terre ».

## Liens externes

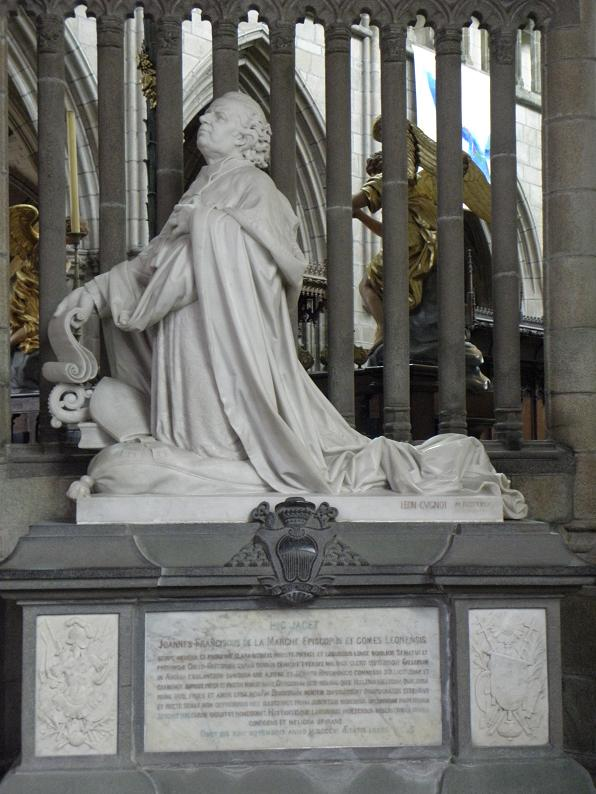
Monument funéraire de Jean-François de La Marche en la cathédrale de Saint-Pol-de-Léon, œuvre du sculpteur Léon Cugnot.
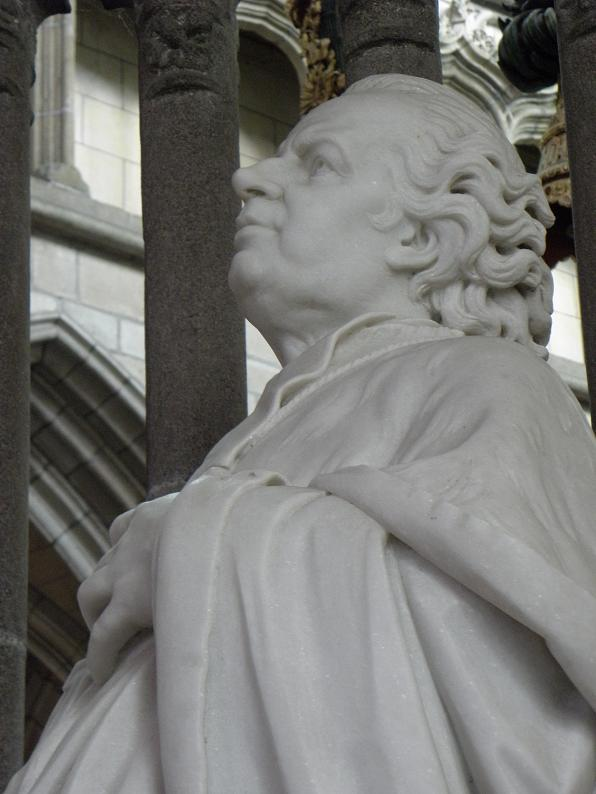
Monument funéraire de La Marche (détail)
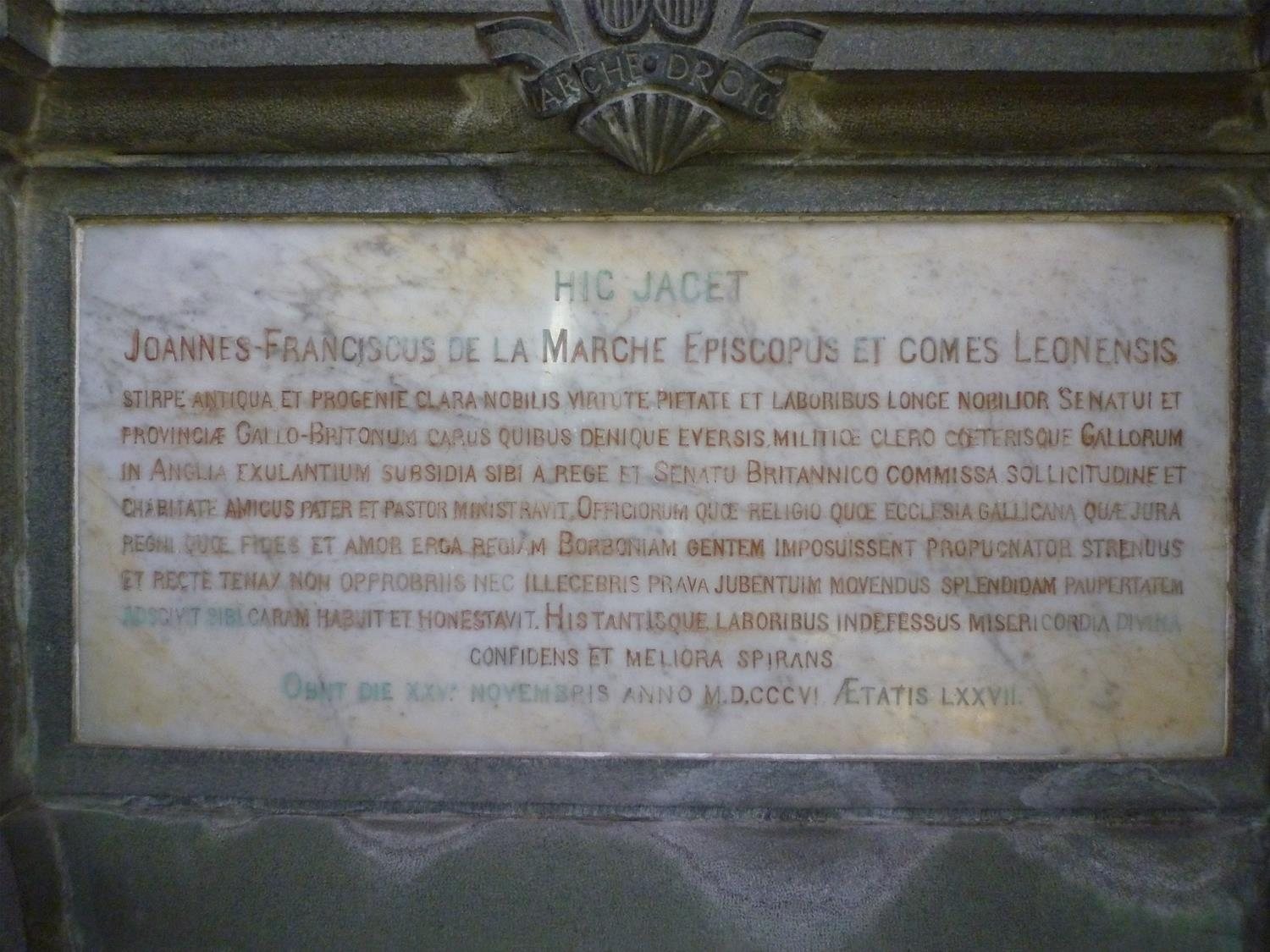
Cathédrale de Saint-Pol-de-Léon: plaque funéraire de La Marche sur son tombeau